# Хлорид диспрозия(II)
Хлорид диспрозия(II) — неорганическое соединение, 
соль диспрозия и соляной кислоты с формулой DyCl2,
чёрные кристаллы,
быстро гидролизуется в воде.

## Получение
- Восстановление хлорида диспрозия(III) металлическим диспрозием в вакууме или инертной атмосфере:

{\displaystyle {\mathsf {2DyCl_{3}+Dy\ {\xrightarrow {800-900^{o}C}}\ 3DyCl_{2}}}}
- Реакция диспрозия и дихлорида ртути:

{\displaystyle {\mathsf {Dy+HgCl_{2}\ {\xrightarrow {700-800^{o}C}}\ DyCl_{2}+Hg}}}

## Физические свойства
Хлорид диспрозия(II) образует чёрные, сильно гигроскопичные кристаллы, которые можно хранить только в тщательно высушенной атмосфере или вакууме.

## Химические свойства
- Реагирует с водой и влагой из воздуха:

{\displaystyle {\mathsf {DyCl_{2}+H_{2}O\ {\xrightarrow {}}\ DyOCl+HCl+H_{2}\uparrow }}}